# イビルば〜じん
『イビルば〜じん』は、あわ箱による日本の青年漫画。『月刊ビッグガンガン』（スクウェア・エニックス）で連載された。男性用精力増強剤PIAGRAを販売しているヌルヌル製薬でサキュバスの女子社員夜魔下まどかと伊達誠達が繰り広げる日常を描く。

## 登場人物

### 商品開発部
夜魔下まどか（やました まどか）
本作の主人公。社長がリヒテンシュタインからスカウトしてきた。サキュバスなのに男が苦手。父親が日本人なので日本語に堪能。商品開発部の中では数少ない常識人。
伊達誠（だて まこと）
研究員だが素行故に降格された。セクハラ三昧の日常を送っているので女子社員から危険人物扱いされている。
課長
数々の新薬を手がける伊達に負けず劣らずセクハラをする。
奥田ヘンダーソン（おくだ ヘンダーソン）
研究員、アイドルマニア。

## 書誌情報
- あわ箱 『イビルば〜じん』 スクウェア・エニックス〈ビッグガンガンコミックス〉、全2巻
  1. 2012年5月25日発行（2012年5月25日発売[1]） ISBN 978-4-7575-3610-4
  2. 2013年3月25日発行（2013年3月25日発売） ISBN 978-4-7575-3924-2